# Prink Callison
Prince Gary „Prink” Callison (1899. augusztus 15. – Laguna Hills, Kalifornia, 1986. június 17.) amerikai amerikaifutball-játékos és -edző. 1932 és 1937 között az Oregon Webfoots vezetőedzője volt.

## Fiatalkora
1920 és 1922 között az Oregon Ducks amerikaifutball-csapatának centerjeként játszott. Később a Medfordi Középiskola edzője lett; a csapat 1924-ben és 1929-ben kijutott az állami bajnokságra.

## Pályafutása
1932-ben az Oregon Webfoots vezetőedzője lett. 1933-ban a Stanford Cardinallel a konferenciabajnokságra való kijutásért játszott mérkőzés döntetlen lett; a konferencia vezetői az erősebb csapatot, a Cardinalt juttatták tovább. Az 1937-es szezont követően Callison lemondott.

## Halála és emlékezete
1986. június 17-én hunyt el Laguna Hillsben; sírhelye a eugene-i Rest-Haven temetőben van. 1981 óta az Oregon Sports Hall of Fame tagja.

## Eredményei vezetőedzőként
| Szezon                                     | Eredmény                                   | Eredmény                                   | Helyezés                                   |
| Szezon                                     | Összesen                                   | Konferencia                                | Helyezés                                   |
| Oregon Webfoots (Pacific Coast Conference) | Oregon Webfoots (Pacific Coast Conference) | Oregon Webfoots (Pacific Coast Conference) | Oregon Webfoots (Pacific Coast Conference) |
| ------------------------------------------ | ------------------------------------------ | ------------------------------------------ | ------------------------------------------ |
| 1932                                       | 6–3–1                                      | 2–2–1                                      | T–5.                                       |
| 1933                                       | 9–1                                        | 4–1                                        | T–1.                                       |
| 1934                                       | 6–4                                        | 4–2                                        | 4.                                         |
| 1935                                       | 6–3                                        | 3–2                                        | T–4.                                       |
| 1936                                       | 2–6–1                                      | 1–5–1                                      | 8.                                         |
| 1937                                       | 4–6                                        | 2–5                                        | 8.                                         |
| Összesen:                                  | 33–23–1                                    | 16–17–2                                    | –                                          |
| Jelmagyarázat: Konferenciabajnok           |                                            |                                            |                                            |

## Fordítás
- Ez a szócikk részben vagy egészben  a   Prink Callison című angol Wikipédia-szócikk ezen változatának fordításán alapul.  Az eredeti cikk szerkesztőit annak laptörténete sorolja fel. Ez a jelzés csupán a megfogalmazás eredetét és a szerzői jogokat jelzi, nem szolgál a cikkben szereplő információk forrásmegjelöléseként.